# Camilo Gaínza
Camilo Andrés Gaínza Bernal (Chile, 9 de mayo de 1993) es un futbolista chileno. Juega como volante de creación o delantero y actualmente milita en Iberia de la Segunda División Profesional de Chile.

## Trayectoria
Es un volante de creación y delantero que mostró sus primeras armas en el torneo internacional Copa UC Sub-17 del año 2010, donde se consagró como goleador.
En 2011 fue promovido al plantel profesional de la Universidad Católica, jugando sus primeros partidos como profesional en la Copa Chile 2011.
En el 2014 es cedido a Curicó Unido, para jugar en la Primera B de Chile. Posteriormente pasa por diversos clubes chilenos, sin lograr consolidarse. 
En 2018 se confirma su llegada a Deportes La Serena de la Primera B.

## Clubes
| Club                         | Div.          | Temporada     | Liga  | Liga  | Copas nacionales | Copas nacionales | Torneos internacionales | Torneos internacionales | Total | Total |
| Club                         | Div.          | Temporada     | Part. | Goles | Part.            | Goles            | Part.                   | Goles                   | Part. | Goles |
| ---------------------------- | ------------- | ------------- | ----- | ----- | ---------------- | ---------------- | ----------------------- | ----------------------- | ----- | ----- |
| Universidad Católica · Chile | 1.ª           | 2011          | —     | —     | 5                | 0                | —                       | —                       | 5     | 0     |
| Universidad Católica · Chile | 1.ª           | 2012          | —     | —     | —                | —                | —                       | —                       | 0     | 0     |
| Universidad Católica · Chile | 1.ª           | 2013          | —     | —     | 1                | 0                | —                       | —                       | 1     | 0     |
| Universidad Católica · Chile | 1.ª           | 2014-15       | —     | —     | 1                | 0                | —                       | —                       | 1     | 0     |
| Universidad Católica · Chile | Total club    | Total club    | 0     | 0     | 7                | 0                | 0                       | 0                       | 7     | 0     |
| Curicó Unido · Chile         | 2.ª           | 2014-15       | 12    | 0     | 1                | 0                | —                       | —                       | 13    | 0     |
| Curicó Unido · Chile         | Total club    | Total club    | 12    | 0     | 1                | 0                | 0                       | 0                       | 13    | 0     |
| Deportes Concepción · Chile  | 2.ª           | 2015-2016     | 8     | 0     | 5                | 0                | —                       | —                       | 13    | 0     |
| Deportes Concepción · Chile  | Total club    | Total club    | 8     | 0     | 5                | 0                | 0                       | 0                       | 13    | 0     |
| Deportes Pintana · Chile     | 3.ª           | 2017          | 26    | 8     | —                | —                | —                       | —                       | 26    | 8     |
| Deportes Pintana · Chile     | Total club    | Total club    | 26    | 8     | 0                | 0                | 0                       | 0                       | 26    | 8     |
| Barnechea · Chile            | 2.ª           | 2017          | 15    | 5     | 2                | 0                | —                       | —                       | 17    | 5     |
| Deportes La Serena · Chile   | 2.ª           | 2018          | 12    | 1     | —                | —                | —                       | —                       | 12    | 1     |
| Deportes La Serena · Chile   | Total club    | Total club    | 12    | 1     | 0                | 0                | 0                       | 0                       | 12    | 1     |
| Deportes Iquique · Chile     | 1.ª           | 2019          | 17    | 1     | 4                | 0                | —                       | —                       | 21    | 1     |
| Deportes Iquique · Chile     | Total club    | Total club    | 17    | 1     | 4                | 0                | 0                       | 0                       | 21    | 1     |
| Barnechea · Chile            | 2.ª           | 2019          | 1     | 0     | —                | —                | —                       | —                       | 1     | 0     |
| Barnechea · Chile            | 2.ª           | 2020          | 22    | 1     | —                | —                | —                       | —                       | 22    | 1     |
| Barnechea · Chile            | Total club    | Total club    | 38    | 6     | 2                | 0                | 0                       | 0                       | 40    | 6     |
| Santiago Morning · Chile     | 2.ª           | 2021          | 22    | 0     | —                | —                | —                       | —                       | 22    | 0     |
| Santiago Morning · Chile     | Total club    | Total club    | 22    | 0     | 0                | 0                | 0                       | 0                       | 22    | 0     |
| Magallanes · Chile           | 2.ª           | 2022          | 6     | 1     | 1                | 1                | —                       | —                       | 7     | 2     |
| Magallanes · Chile           | Total club    | Total club    | 6     | 1     | 1                | 1                | 0                       | 0                       | 7     | 2     |
| Total carrera                | Total carrera | Total carrera | 141   | 17    | 20               | 1                | 0                       | 0                       | 161   | 18    |
| 1. 2.                        |               |               |       |       |                  |                  |                         |                         |       |       |

## Palmarés

### Campeonatos nacionales
| Título     | Equipo               | País  | Año  |
| ---------- | -------------------- | ----- | ---- |
| Copa Chile | Universidad Católica | Chile | 2011 |
| Primera B  | Magallanes           | Chile | 2022 |
| Copa Chile | Magallanes           | Chile | 2022 |

- Datos: Q18637376